# Yang Zhaoxuan
Yang Zhaoxuan (chineză: 杨钊煊; pinyin: Yáng Zhāoxuān; n. 11 februarie 1995) este o jucătoare de tenis din China. Yang a câștigat cinci titluri de dublu în Turul WTA, un titlu de dublu WTA Challenger, precum și trei titluri de simplu și 12 titluri de dublu pe Circuitul ITF. La 14 septembrie 2015, ea a atins cel mai bun clasament al ei la simplu, locul 151 mondial, iar la dublu locul 20, atins la 13 august 2018.
Yang și-a făcut debutul în turneul WTA la Shenzhen Open 2014, alături de Ye Qiuyu la dublu. Perechea a pierdut meciul din prima rundă împotriva perechii cap de serie nr 3 Irina Buriahok și Oksana Kalașnikova.